# 朱常瀝
臨清王朱常瀝（？—17世紀），明朝德藩第三代臨清王，臨清僖順王朱翊鋑的嫡第三子。

## 生平
萬曆三十年（1602年），臨清僖順王朱翊鋑去世。萬曆三十八年（1610年），朱常瀝襲封臨清王。
朱常瀝於何年去世史料失載。